# Alexander Zickler
Alexander Zickler (* 28. Februar 1974 in Bad Salzungen) ist ein deutscher Fußballtrainer und ehemaliger Fußballspieler. Aus der Jugend von Dynamo Dresden hervorgegangen, spielte er 12 Jahre beim FC Bayern München, gewann dort zahlreiche Titel und wechselte anschließend nach Österreich. Er fungierte in der deutschen Bundesliga oft als Einwechselspieler; in 232 Partien wurde er 102-mal eingewechselt.
Seit 2017 arbeitet Zickler als Co-Trainer von Marco Rose, zuerst beim FC Red Bull Salzburg, daraufhin bei Borussia Mönchengladbach, Borussia Dortmund und zuletzt bis 2025 bei RB Leipzig.

## Spielerkarriere

### Vereine

#### Dynamo Dresden
Vom sechsten bis 19. Lebensjahr durchlief Zickler die Jugendabteilungen von Dynamo Dresden und erhielt mit 18 Jahren einen Lizenzspielervertrag bei den Profis. Am 23. Oktober 1992 (11. Spieltag) gab er sein Bundesliga-Debüt, als er in der 68. Minute für Ralf Hauptmann in dem mit 1:2 verlorenen Heimspiel gegen den 1. FC Nürnberg eingewechselt wurde. Am 27. März 1993 erzielte er seine ersten beiden Tore; unter Trainer Klaus Sammer wurde Borussia Dortmund mit 3:0 Toren besiegt. Insgesamt traf er für die Dresdner in 18 Bundesligaspielen dreimal.

#### FC Bayern München
Mit der Saison 1993/94 begannen zwölf Jahre, in denen Zickler zahlreiche Erfolge erringen konnte, aber auch zahlreiche Verletzungen einstecken musste. Am 7. August 1993 (1. Spieltag) stand er in der Startelf des FC Bayern München, der das Heimspiel gegen den SC Freiburg mit 3:1 gewann. Sein Pflichtspieldebüt gab er zuvor am 2. August 1993 beim 5:1-Auswärtssieg gegen die Amateurmannschaft von Werder Bremen in der 1. Runde um den DFB-Pokal. Am 15. September 1993 debütierte er auf internationaler Vereinsebene, als er beim 4:3-Sieg im Auswärtsspiel gegen den FC Twente Enschede in der 1. Runde um den UEFA-Pokal zum Einsatz kam.
Am 26. Mai 1999 erlebte er den bittersten Moment seiner Zeit beim FC Bayern München, als Manchester United durch zwei Tore in der Nachspielzeit das Champions-League-Finale innerhalb von 120 Sekunden mit 2:1 für sich entschied. Sein wohl wichtigstes Tor für die Bayern erzielte er am 12. Mai 2001 (33. Spieltag) mit dem Treffer zum 2:1-Sieg in der 90. Minute im Heimspiel gegen den 1. FC Kaiserslautern. Zeitgleich gewann der VfB Stuttgart – nur sieben Sekunden zuvor erzielte Krassimir Balakow für den VfB Stuttgart das 1:0-Siegtor – gegen den FC Schalke 04, sodass der FC Bayern München den ersten Tabellenplatz einnahm und diesen am letzten Spieltag auch nicht mehr abgab. Wenige Tage später gewann er mit der Mannschaft das Finale der Champions League, in dem er in der 100. Minute eingewechselt wurde und mit einem Tor im Elfmeterschießen zum Gewinn beitrug. Insgesamt spielte er für die Bayern in 63 Partien im Europapokal.
Zicklers gesundheitliche Leidensgeschichte begann im Jahr 2002, in dem die Entfernung eines Tumors am rechten Schienbein ihn um die Teilnahme an der Weltmeisterschaft 2002 in Japan und Südkorea brachte. Ein Jahr später erlitt er einen Ermüdungsbruch am operierten Unterschenkel und einen zweiten Schienbeinbruch nur wenige Tage vor dem Saisonbeginn 2003/04. Kurz vor der Rückkehr in die Profimannschaft brach er sich bei einem Spiel der Amateurmannschaft das Schienbein zum dritten Mal. Zu diesem Zeitpunkt glaubte bereits keiner mehr an eine vollständige Genesung des Stürmers.

#### FC Red Bull Salzburg
Ab der Saison 2005/06 war Zickler beim österreichischen Bundesligisten FC Red Bull Salzburg unter Vertrag. Am 12. Juli 2005 (1. Spieltag) gab Zickler sein Bundesligadebüt, das mit der 1:3-Niederlage im Auswärtsspiel gegen den Grazer AK endete. Mit 31 Einsätzen und neun Toren trug er zum zweiten Platz in der Meisterschaft bei. In der Saison 2006/07 war er 22 Mal erfolgreich und sicherte sich damit den Titel des Torschützenkönigs und des österreichischen Meisters. In der Saison 2007/08 wurde Zickler mit 16 Treffern abermals Torschützenkönig, vor Mario Haas (14) und Ivica Vastić (13). In der darauffolgenden Spielzeit stand Zickler zwar im Schatten seines Sturmpartners Marc Janko, trug jedoch als Mannschaftskapitän mit fünf Toren in 24 Bundesligaspielen zu seinem zweiten Meistertitel in Österreich bei. In der Folgespielzeit wurde Zickler nur noch sporadisch eingesetzt und so kam es, dass sein Vertrag in Salzburg nicht verlängert wurde. Trotzdem gelang ihm mit der Mannschaft 2010 der dritte Meistertitel. Wenige Tage danach gab er bekannt, seine Karriere beim LASK in Linz fortzusetzen, vereinbarte aber mit dem FC Red Bull Salzburg, dass er nach seiner aktiven Spielerkarriere zurückkehren könne, um im Nachwuchsbereich zu arbeiten.

#### LASK
Zickler gab sein Debüt für den LASK am 21. August 2010 (5. Spieltag) bei der 0:2-Niederlage im Auswärtsspiel gegen den FC Wacker Innsbruck. Mit der zwischenzeitlichen 2:1-Führung beim 3:3-Unentschieden am 25. September 2010 im Auswärtsspiel gegen den SV Mattersburg gelang ihm auch sein einziges Tor in 15 Bundesligaspielen für LASK. Zum Saisonende 2010/11 beendete Zickler seine aktive Karriere.

### Nationalmannschaft
Zickler spielte von 1993 bis 1996 in der U-21-Nationalmannschaft, für die er am 16. November 1993 – beim 2:0-Sieg über die Auswahl Luxemburgs – debütierte und das 1:0 erzielte. Sein letzter Einsatz datiert vom 20. Februar 1996 als in Portugal ein 3:3-Unentschieden erzielt wurde.
In der A-Nationalmannschaft gab Zickler seinen Einstand am 18. November 1998 beim 1:1-Unentschieden im Testspiel in Gelsenkirchen gegen die Auswahl der Niederlande mit Einwechslung für Mario Basler in der 72. Minute. Zwischen 1998 und 2002 trug er zwölfmal das Nationaltrikot und erzielte dabei zwei Tore; diese gelangen ihm am 16. August 2000 beim 4:1-Sieg über die Auswahl Spaniens. Sein letztes Länderspiel bestritt er am 11. Oktober 2002 beim 1:1-Unentschieden in einem Freundschaftsspiel in Sarajevo gegen die Auswahl Bosnien-Herzegowinas nach seiner Einwechslung für Miroslav Klose in der 78. Minute.

## Trainerkarriere
Nach seiner aktiven Karriere trat Zickler einen Posten im Jugend-, Fan- und Sponsorenbereich des FC Red Bull Salzburg an und war nebenbei seit dem Frühjahr 2012 für den ASV Taxham in der letztklassigen österreichischen 2. Klasse noch als Spieler aktiv. Ab der Saison 2012/13 war er Co-Trainer bei Jugendteams von Red Bull Salzburg.
Ab Februar 2017 war Zickler Co-Trainer von Thomas Letsch beim FC Liefering. Zur Saison 2017/18 wurde Zickler Co-Trainer von Marco Rose beim Bundesligisten FC Red Bull Salzburg.
Zur Saison 2019/20 folgte er Marco Rose als Co-Trainer zum deutschen Bundesligisten Borussia Mönchengladbach. Das Gespann wurde mit der Mannschaft einmal Vierter sowie einmal Achter und trat mit diesem im Europapokal an.
Vom 1. Juli 2021 bis zum 20. Mai 2022 war Zickler gemeinsam mit René Marić Assistenztrainer von Marco Rose bei Borussia Dortmund. Das Trainerteam übernahm den Tabellendritten der Vorsaison von Edin Terzić, der technischer Direktor des Vereins wurde, und dessen beiden Co-Trainern. Nach der Saison 2021/22 wurde der gesamte Trainerstab aufgrund eines unbefriedigenden Saisonergebnisses entlassen.
Anfang September 2022 übernahm Marco Rose den Bundesligisten RB Leipzig als Nachfolger des zuvor freigestellten Domenico Tedesco. Teil von Roses Assistenztrainer-Gespann war erneut Zickler. Am 30. März 2025 erfolgte die Freistellung.

## Erfolge
- Weltpokal-Sieger 2001
- Champions-League-Sieger 2001
- Champions-League-Finalist 1999
- UEFA-Pokal-Sieger 1996
- Deutscher Meister 1994, 1997, 1999, 2000, 2001, 2003, 2005
- DFB-Pokal-Sieger 1998, 2000, 2003, 2005
- Ligapokal-Sieger 1997, 1998, 1999, 2000, 2004
- Österreichischer Meister 2007, 2009, 2010

## Auszeichnungen
- Torschützenkönig:
  - DFB-Ligapokal: 2000
  - Österreichischer Torschützenkönig: 2007, 2008
- Österreichs Fußballer des Jahres
  - 2006 nach APA-Fußballerwahl (gewählt von Trainern)
  - 2007 nach VdF-Fußballerwahl (gewählt von der Vereinigung der Fußballer)
  - 2005, 2006, 2008, 2009, 2011 nach Krone-Fußballerwahl (gewählt von den Lesern der Kronen Zeitung)
- Österreichs Künstler des Jahres
  - 2006 nach VdF-Fußballerwahl (gewählt von der Vereinigung der Fußballer)

## Sonstiges
In der Zeit von 1993 bis 2005, in der Zickler 214 Bundesligaspiele für den FC Bayern München bestritten hatte, avancierte er mit 18 Toren nach 102 Einwechslungen zum torgefährlichsten „Joker“. Am 20. Mai 2017 wurde seine Bestmarke vom Freiburger Nils Petersen um ein Tor überboten, als dieser bei der 1:4-Niederlage im Auswärtsspiel gegen den FC Bayern München zum 1:2 traf.
In seiner Bundesligazeit erzielte Zickler 54 Tore in 45 Spielen. In den 45 Partien, in denen er als Torschütze erfolgreich war, holte er 40 Siege und fünf Remis. Kein anderer Spieler traf in der Ligageschichte so häufig, ohne dabei je verloren zu haben.
Sein Stiefsohn Jakob Zickler (* 2006) ist ebenfalls Fußballspieler.